# Ne Obliviscaris
I Ne Obliviscaris sono un gruppo musicale progressive death metal australiano, formatosi nel 2003 a Melbourne.

## Storia del gruppo

### Primi anni,Portal of I(2003-2012)
I Ne Obliviscaris si sono formati nell'aprile 2003 su iniziativa del cantante Xenoyr e del bassista Adam Cooper, aggiungendo in seguito due chitarristi, un batterista e un soprano operistico, che ha tuttavia abbandonato la formazione poco tempo dopo e venendo rimpiazzato nel settembre di quell'anno dal cantante e violinista Tim Charles. Dopo ulteriori cambi di formazione, fra cui la sostituzione di Cooper con Brendan "Cygnus" Brown, nel 2007 il gruppo pubblicò il demo d'esordio The Aurora Veil, contenente tre canzoni poi riutilizzate nell'album di debutto. Sempre nel 2007 il chitarrista Corey King lascia il gruppo e viene sostituito, dopo molti ritardi dovuti alla richiesta di soggiorno, dal francese Benjamin Baret. Il batterista Dan Presland ha invece lasciato il gruppo verso la fine del 2011 ed è stato sostituito da Nelson Barnes; tuttavia, a causa della distanza tra il Queensland e Melbourne, i Ne Obliviscaris si sono separati da Barnes e il 24 agosto 2012 è stato annunciato il ritorno di Presland nella band.
Il 7 maggio 2012 i Ne Obliviscaris hanno pubblicato il loro primo album, Portal of I, che è stato molto lodato dalla critica specializzata grazie al suo stile ritenuto molto originale, personale e a tratti avanguardistico nell'unire progressive metal, death metal, black metal, flamenco e jazz. Uno dei brani in esso contenuti, And Plague Flowers the Kaleidoscope, è stato in seguito inserito nel corso di composizione del Conservatorio di Sydney: il professore Matthew Hindson ha spiegato di averlo scelto a causa della «sua struttura esemplare, i timbri, le misure di tempo, i modi, l'approccio al virtuosismo, al suono e al rumore». La band ha quindi intrapreso un tour per promuovere l'album, suonando anche in Giappone, in Cina, a Taiwan e in Thailandia; viene inoltre scelta come headliner per il Progfest del 2012.

### Citadel(2014-2016)
Nel giugno 2014 i Ne Obliviscaris hanno annunciato una campagna di crowdfunding atta a sostenere un tour mondiale con un obiettivo iniziale di 40 000 dollari australiani. L'obiettivo è stato raggiunto in soli due giorni, arrivando alla cifra finale di 86 132 dollari e battendo così il precedente record australiano di crowdfunding. I finanziatori hanno avuto accesso, l'anno successivo, agli EP Sarabande to Nihil e Hiraeth, composti da brani risalenti alle origini del gruppo e registrati di nuovo per l'occasione.
Dopo aver firmato con l'etichetta Season of Mist, il 7 novembre 2014 è stato pubblicato il secondo album Citadel, che riesce a entrare al quarantaduesimo posto della ARIA Charts, e che ottiene il plauso della critica specializzata. Dal punto di vista musicale, Citadel risulta più «ordinato» del predecessore, ma comunque complesso e ricco di elementi sonori. Per promuovere l'album i Ne Obliviscaris sono tornati in Asia, aprendo i concerti dei Fleshgod Apocalypse, e si sono esibiti in Europa e America del Nord, aprendo i concerti dei Cradle of Filth. Il 2 giugno 2015 è stato inoltre pubblicato un video musicale per Curator, terzo movimento della seconda parte della suite Painters of the Tempest.
Nel marzo 2016 i Ne Obliviscaris hanno aperto un account su Patreon al fine di farsi sostenere economicamente dai fan; nel luglio dello stesso anno hanno intrapreso un tour da headliner in Nord America, con i Black Crown Initiate e gli Starkill in apertura, a cui sono seguiti, a ottobre, spettacoli nel Regno Unito e in Irlanda, con gli Oceans of Slumber in apertura. Un altro tour europeo, stavolta in supporto agli Enslaved, è stato intrapreso fra settembre e novembre, seguito fra novembre e dicembre da dei concerti da headliner in Australia.

### Urn(2017-2019)
Il 26 gennaio 2017 il gruppo ha annunciato la separazione dal bassista di lunga data Brendan "Cygnus" Brown a seguito di un'accusa di violenza domestica; tale accusa è stata confermata dallo stesso Brown, che però ha a sua volta accusato la madre di averlo abusato fisicamente e sessualmente fin dall'infanzia e di soffrire per questo di disturbi mentali che lo hanno anche portato all'abuso di droghe. Al suo posto è subentrato per le sole fasi di registrazione del terzo album Robin Zielhorst, ex componente dei Cynic.
Il 27 luglio 2017 è stato pubblicato il video per il brano Intra Venus, a cui hanno fatto seguito Urn (Part I) - And Within the Void We Are Breathless (29 agosto) e Urn (Part II) - As Embers Dance in Our Eyes (10 ottobre). Il 27 ottobre è quindi stato pubblicato l'album Urn, anch'esso accolto positivamente dalla critica, sebbene generalmente considerato leggermente inferiore ai due precedenti per via della semplificazione della proposta del gruppo. Il disco ha debuttato al trentacinquesimo posto della ARIA Charts e per promuoverlo la band ha intrapreso un altro tour mondiale da headliner che ha toccato il Nord America fra novembre e dicembre 2017, l'Australia e la Nuova Zelanda nel febbraio successivo, e l'Europa fra marzo e aprile.
Il 17 gennaio 2018 è stato diffuso il video dal vivo di Intra Venus, registrato durante un concerto a New York, e il 23 marzo dello stesso anno è stato annunciato Martino Garattoni (già membro degli Ancient Bards) come nuovo bassista permanente. Fra ottobre e novembre i Ne Obliviscaris hanno aperto le date europee del tour di Ihsahn, mentre fra febbraio e marzo 2019 sono tornati in tour in Asia in qualità di headliner. Il 24 aprile è stato diffuso il video dal vivo di Libera (Part I)/Urn (Part II), registrato durante il concerto tenuto a Montréal. Il 28 giugno Intra Venus ha vinto il premio per la miglior canzone metal in occasione degli Independent Music Awards.
Il 20 settembre 2018 i Ne Obliviscaris hanno ripubblicato And Plague Flowers the Kaleidoscope come singolo su vinile in edizione limitata per festeggiare l'essere rientrati in possesso dei diritti su Portal of I.

### Exul(2019-presente)
Il 31 dicembre 2019 la Season of Mist ha rivelato che i Ne Obliviscaris avrebbero pubblicato un nuovo album nel 2020, sebbene la pandemia di COVID-19 abbia costretto il gruppo a posticipare le registrazioni. Il 13 agosto 2020 Forget Not è stato pubblicato come singolo su vinile in edizione limitata, contenente la versione del demo The Aurora Veil e quella registrata per Portal of I.
Il 24 febbraio 2022 lo storico batterista Dan Presland annuncia di aver lasciato la band dopo aver partecipato alle registrazioni del nuovo album. Il 6 dicembre il gruppo è tornato sulle scene musicali attraverso il singolo Equus, accompagnato dal relativo video realizzato in onore delle vittime degli incendi in Australia del 2019-2020. Il 25 gennaio 2023 fa seguito Graal, anch'esso accompagnato da un video, mentre il 21 marzo è stato diffuso il singolo Misericorde I - As the Flesh Falls. Il 2 marzo è stato invece pubblicato il video dal vivo di And Plague Flowers the Kaleidoscope filmato a Melbourne il 10 maggio 2019; la registrazione dell'intero concerto fa parte di un blu-ray dell'edizione speciale in edizione limitata di Exul, il quarto album dei Ne Obliviscaris, pubblicato il 24 marzo. Il disco verrà promosso attraverso un tour in Europa fra maggio e giugno, con i Persefone in apertura assieme, a seconda della tappa, agli Asymmetric Universe o ai The Omnific. A settembre il tour proseguirà in Australia, con il supporto dei The Ocean e dei Rivers of Nihil, per poi spostarsi in Nord America fra ottobre e novembre, con i Persefone e i Beyond Creation in apertura.

## Stile musicale
La musica dei Ne Obliviscaris unisce principalmente progressive metal molto tecnico e articolato, death metal e melodic black metal, ai quali si aggiunge un uso intenso del violino e, in alcuni brani, anche del violoncello e della viola, con richiami alla musica colta. In molti brani sono presenti passaggi ispirati dal flamenco ed eseguiti con violino e chitarra flamenca, ritmiche jazz, momenti acustici e melodici alternati ad altri violenti, rumoristici e caratterizzati da forti dissonanze volte a creare atmosfere inquietanti e disturbanti; sono meno frequenti le influenze djent nell'uso delle chitarre e del basso e le atmosfere gothic metal. Il comparto vocale è caratterizzato dalla voce pulita di Charles, che usa sia il registro di petto sia un delicato falsetto, e da quella gutturale di Xenoyr, che sfrutta sia il growl sia lo scream. Xenoyr è anche il principale autore dei testi, generalmente molto intimi e di stampo psicologico-filosofico.

## Formazione
Attuale
- Tim Charles – violino (2003-presente), voce melodica (2004-presente)
- James Dorton – voce death (2024-presente)
- Matt Klavins – chitarra (2004-presente)
- Benjamin Baret – chitarra solista (2006-presente)
- Martino Garattoni – basso (2017-presente)
- Dan Presland – batteria (2005-2011, 2012-2022, 2024-presente)

Ex componenti
- Sheri-Jesse Tantawy – voce operistica (2003-2004)
- Adam Cooper – basso (2003-2004)
- Corey Baker – batteria (2003-2004)
- Adam Boddy – chitarra (2003-2004)
- Corey King – chitarra (2004-2007)
- Nelson Barnes – batteria (2012)
- Brendan "Cygnus" Brown – basso (2004-2017)
- Kevin Paradis – batteria (2023-2024)
- Xenoyr – voce death (2003-2025)

## Discografia

### Album in studio
- 2012 – Portal of I
- 2014 – Citadel
- 2017 – Urn
- 2023 – Exul

### EP
- 2015 – Hiraeth
- 2015 – Sarabande to Nihil

### Demo
- 2007 – The Aurora Veil